# إيفرتون دا سيلفا أوليفيرا
إيفرتون دا سيلفا أوليفيرا هو لاعب كرة قدم برازيلي في مركز الوسط، ولد في 10 مارس 1983 في ساو فيسنتي، ساو باولو في البرازيل. لعب مع نادي اتلتيكو سوروكابا ونادي سانتوس ونادي شانغهاي بودونغ لكرة القدم.